# 187 (číslo)
Sto osmdesát sedm je přirozené číslo, které následuje po čísle sto osmdesát šest a předchází číslu sto osmdesát osm. Římskými číslicemi se zapisuje CLXXXVII a řeckými číslicemi ρπζ.

## Matematika
187 je:
- Poloprvočíslo
- Deficientní číslo
- Nešťastné číslo
- Nepříznivé číslo
- Součet tří (59 + 61 + 67) nebo devíti (7 + 11 + 13 + 17 + 19 + 23 + 29 + 31 + 37) po sobě jdoucích prvočísel
- Rozdíl dvou druhých mocnin 142 − 32 a 942 − 932

## Chemie
- 187 je nukleonové číslo běžnějšího z obou přírodních izotopů rhenia a také třetího nejméně běžného izotopu osmia[1]

## Astronomie
- (187) Lamberta je planetka hlavního pásu, kterou objevil v roce 1878 Jérôme Eugène Coggia

## Doprava
- Silnice II/187 je česká silnice II. třídy vedoucí na trase Nepomuk – Plánice – Kolinec – Sušice[2]

## Roky
- 187
- 187 př. n. l.